# 法特哈·穆斯塔法
法特哈·慕斯塔法（Fatehah Mustapa，1989年3月12日—）是马来西亚女子自行车运动员。她在2012年夏季奥林匹克运动会自由车比赛的凯林赛上排名第15。